# 桂林专区
桂林专区，中华人民共和国广西壮族自治区已撤销的行政区划，在今广西壮族自治区东北部。
1949年置，专员公署驻桂林市。辖永福、龙胜、灌阳、百寿、资源、灵川、临桂、全县、阳朔、义宁、兴安11县。
1951年，龙胜县改设龙胜各族自治区。1952年，撤销义宁县，并入灵川县、龙胜各族自治区。1953年，原柳州专区所属鹿寨县划入桂林专区；将资源县并入全县、兴安2县；百寿县并入永福县。1954年，恢复资源县；撤销灵川县，并入临桂县。1955年，龙胜各族联合自治区改设龙胜各族自治县。专区辖8县、1自治县。
1958年，桂林市划归桂林专署领导；原属平乐专区的平乐、恭城、荔浦3县划入；将鹿寨县划归柳州专区。1959年，全县改名全州县。1961年，桂林市升地级市。1962年，恢复灵川县。专区辖11县、1自治县。
1971年，撤销桂林专区，改置桂林地区。